# Antigny (Vendée)
Antigny település Franciaországban, Vendée megyében. Lakosainak száma 1035 fő (2022. január 1.). Antigny La Châtaigneraie, Loge-Fougereuse, Saint-Maurice-des-Noues, Saint-Maurice-le-Girard, Vouvant és Rives-du-Fougerais községekkel határos.

## Népesség
A település népességének változása:
| Lakosok száma | 1051 | 1057 | 1078 | 1059 | 1052 | 1054 | 1051 | 1043 | 1035 |
|               | 2013 | 2015 | 2016 | 2017 | 2018 | 2019 | 2020 | 2021 | 2022 |